# Noeux-les-Mines Communal Cemetery Extension
Noeux-les-Mines Communal Cemetery Extension is een begraafplaats gelegen in de Franse plaats Noeux-les-Mines (Pas-de-Calais). De militaire graven worden onderhouden door de Commonwealth War Graves Commission.
De begraafplaats telt 315 geïdentificeerde graven waarvan 303 Gemenebest graven uit de Eerste Wereldoorlog and 12 overige graven uit de Eerste Wereldoorlog.